# Prillwitzské idoly
Prillwitzské či retranské idoly jsou sbírka bronzových sošek, údajně pocházejících z kultovního střediska polabského kmene Ratarů Retry, ve skutečnosti však falza z 18. století. Kromě neforemných kovových sošek bohů s runovými nápisy obsahuje také kameny s runovými nápisy, nože a další předměty.
Vznik těchto falz souvisel s obnoveným zájmem o předkřesťanské Polabské Slovany v Německu 17. a 18. století. Významný byl především vliv díla Genealochronicon Megapolitanum Bernharda Latoma sepsaného již v roce 1610, ale vydaného tiskem až v roce 1745. V této knize se objevuje myšlenka že Retra stávala na hradním návrší v meklenburské vesnici Prillwitz. Právě toto dílo pravděpodobně vedlo myšlence na vytvoření falešných idolů.
Informace o idolech se na veřejnosti objevily kolem roku 1760, kdy byly majetkem neubrandenburského zlatníka Gideona Sponholze. Podle něj byly sošky, původně uložené ve dvou schránkách, vykopány na farní zahradě již v roce 1687 pastorem Friedrichem Sponholzem z vesnice Prillwitz. Po uveřejnění existence sbírky z ní lékař Joachim Hempel zakoupil od Sponholze čtyřicet šest kusů a poté je prodal superintendentovi Andreasovi Gottliebovi Maschovi, který zároveň získal dalších dvacet kusů od Sponholze. Masch poté nechal vyhotovit kresby sošek a knižně je vydat roku 1771 v Berlíně.
Již v té době se ozvaly hlasy vyjadřující pochybnosti o pravosti idolů i takové, které je obhajovaly. Jejich popularita vzrostla především s nastupujícím romantismem, skepticky se k nim stavěl například Josef Dobrovský a Wilhelm Grimm, zatímco Jan Potocki jimi byl nadšen. Maschovu sbírku a také další předměty od Sponholze zakoupil na počátku 19. století meklenbursko-střelický vévoda Karel II. Ten v obavách, že byl podveden, nařídil vyšetřování, které došlo k závěru, že sošky zakoupené vévodou od Sponholze jsou podvrh. Přestože přímé důkazy o podvrženosti Maschovy části sbírky chyběly, celý soubor začal být podezřelý a prillwitzské idoly byly obecně považovány za falsa.
Přestože se stále objevovali obhájci pravosti idolů jako Ján Kollár (téme se věnuje Tomáš Winkler v díle Čas před nesmrtelností) nebo Jan Erazim Sojka, v akademické sféře ukončil debatu o této sbírce roku 1881 článkem K otázce slovanských run chorvatský slavista Vatroslav Jagić. I poté však byly chápány jako pravé v pracích amatérských badatelů jako Josef Růžička nebo Martin Žunkovič.
Prillwitzské idoly během období romantismu silně ovlivnily umělecké ztvárnění slovanských božstev, například v díle Mikoláše Alše nebo Věnceslava Černého. Socha Radegasta na vrcholu Radhošť Albína Poláška také vychází z podoby tohoto boha kterou mu přisoudily prillwitzské idoly.

## Galerie

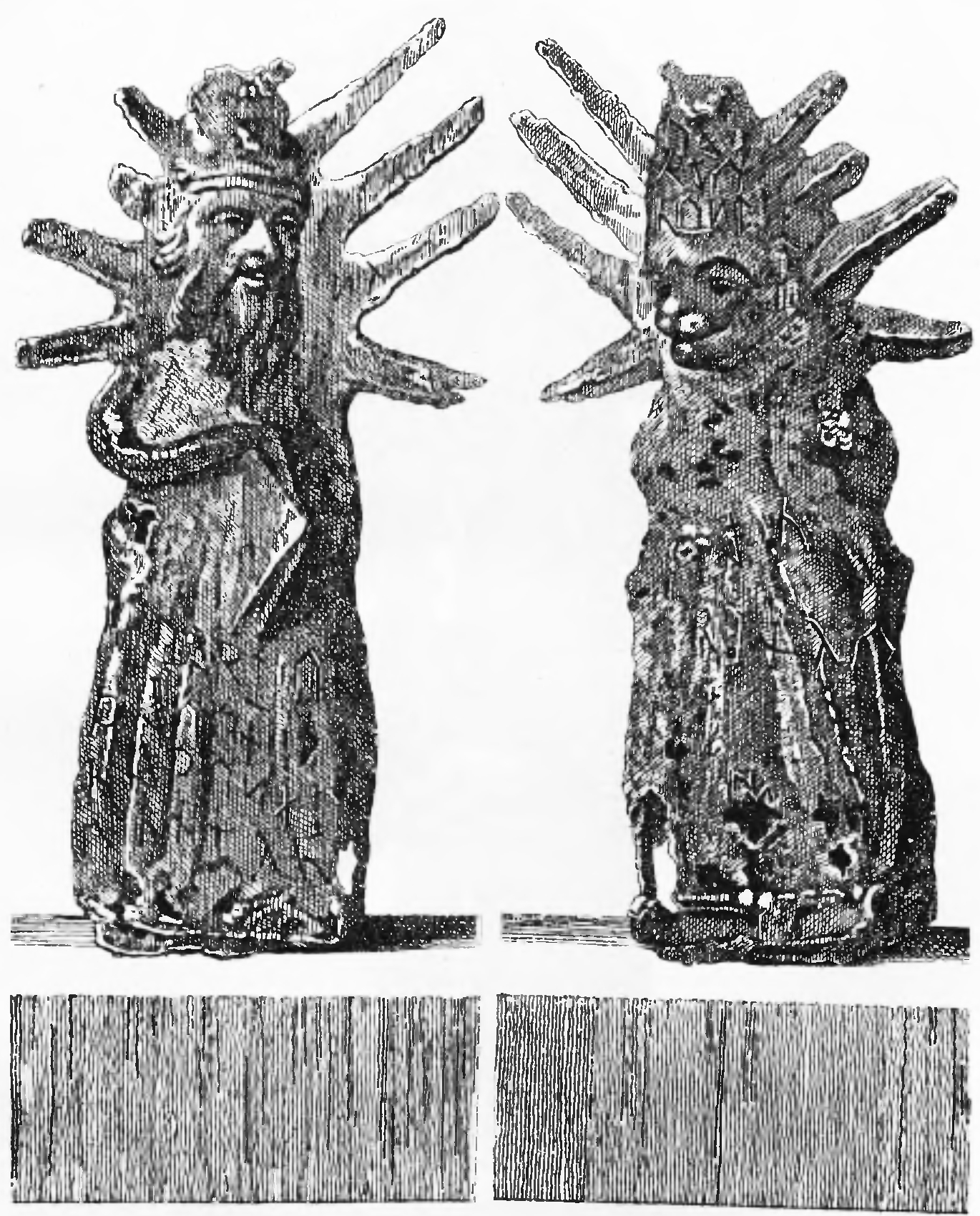
„Percunust“ (Perun)
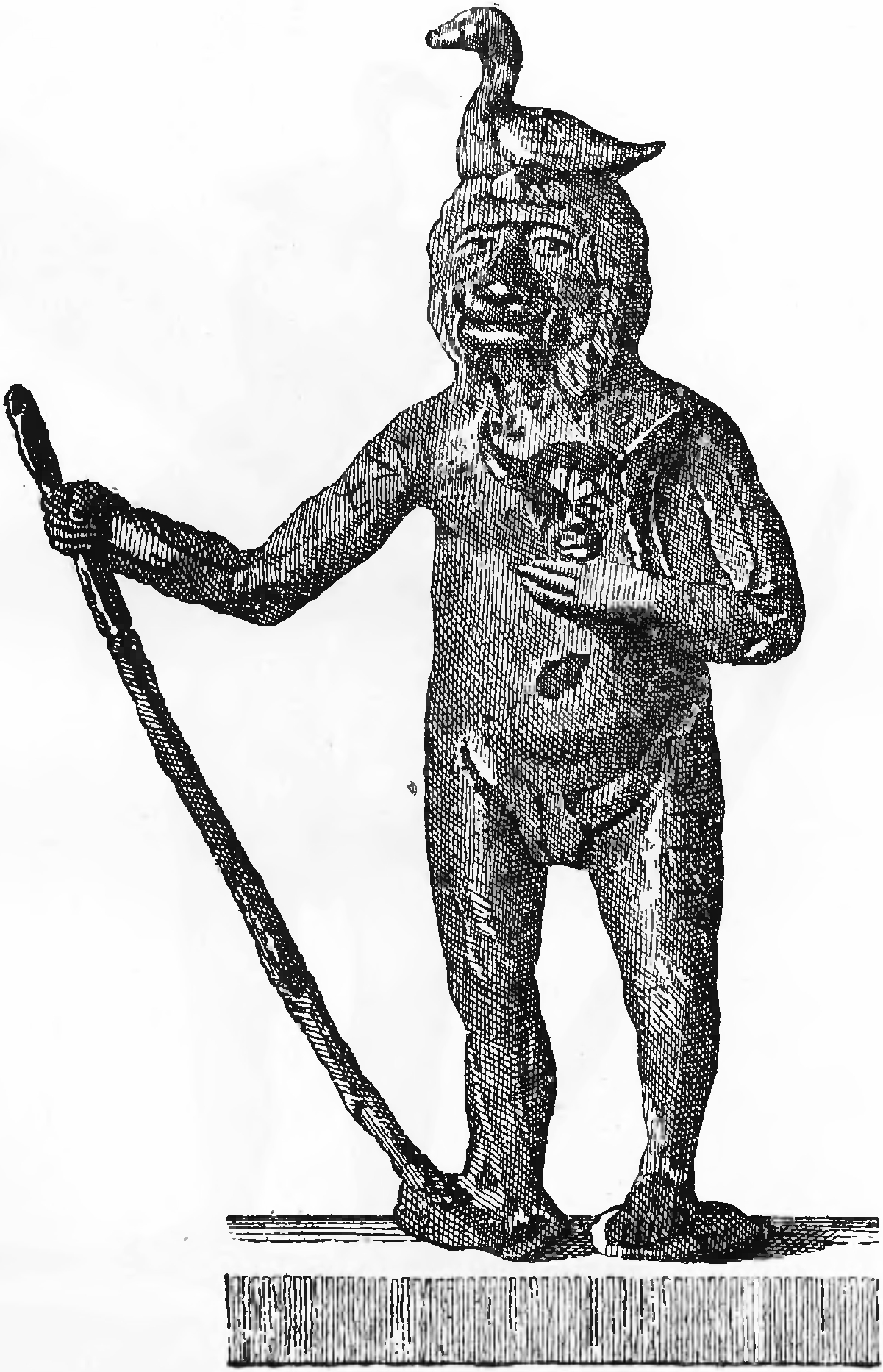
Radegast
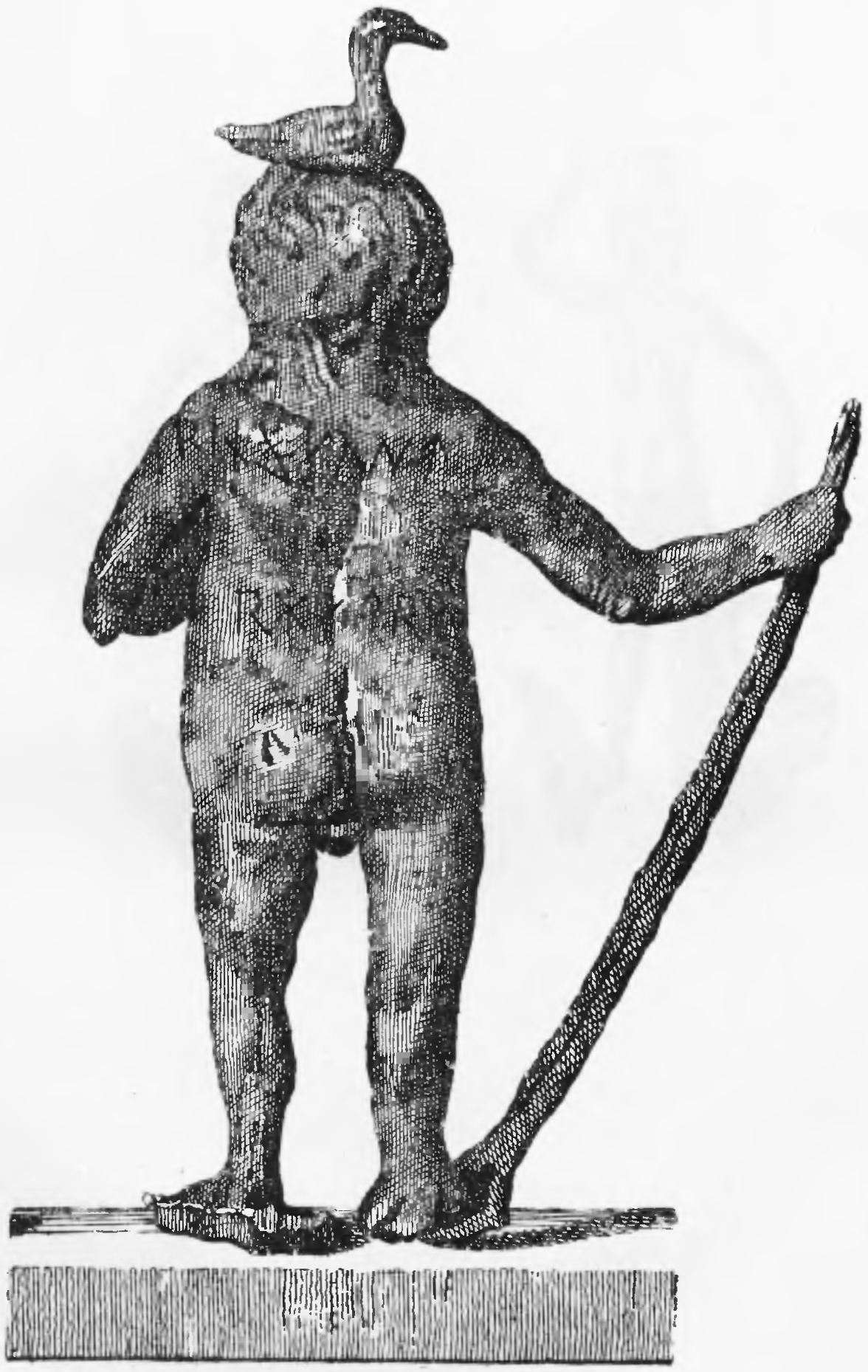
Radegast (zezadu)
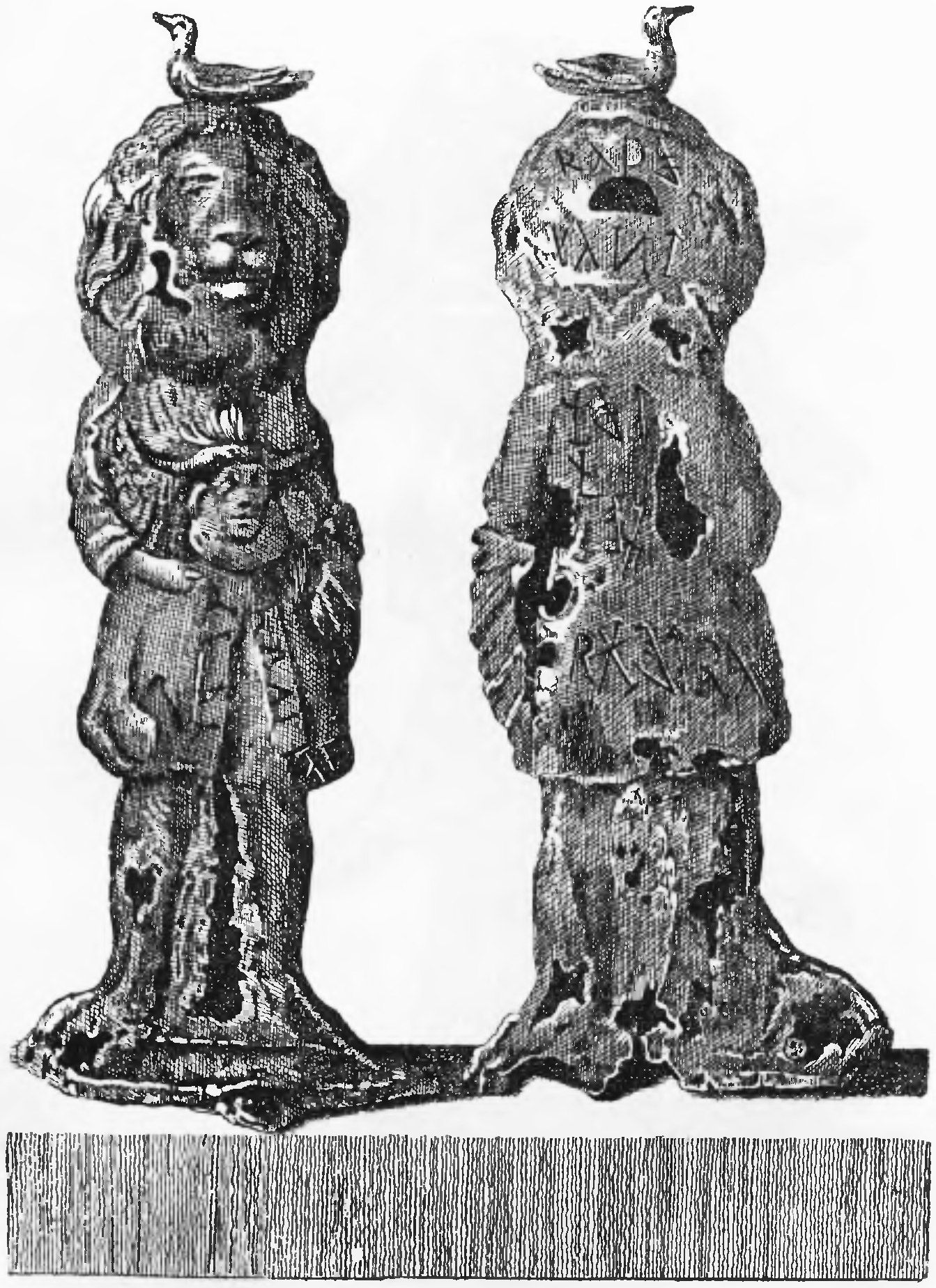
Radegast
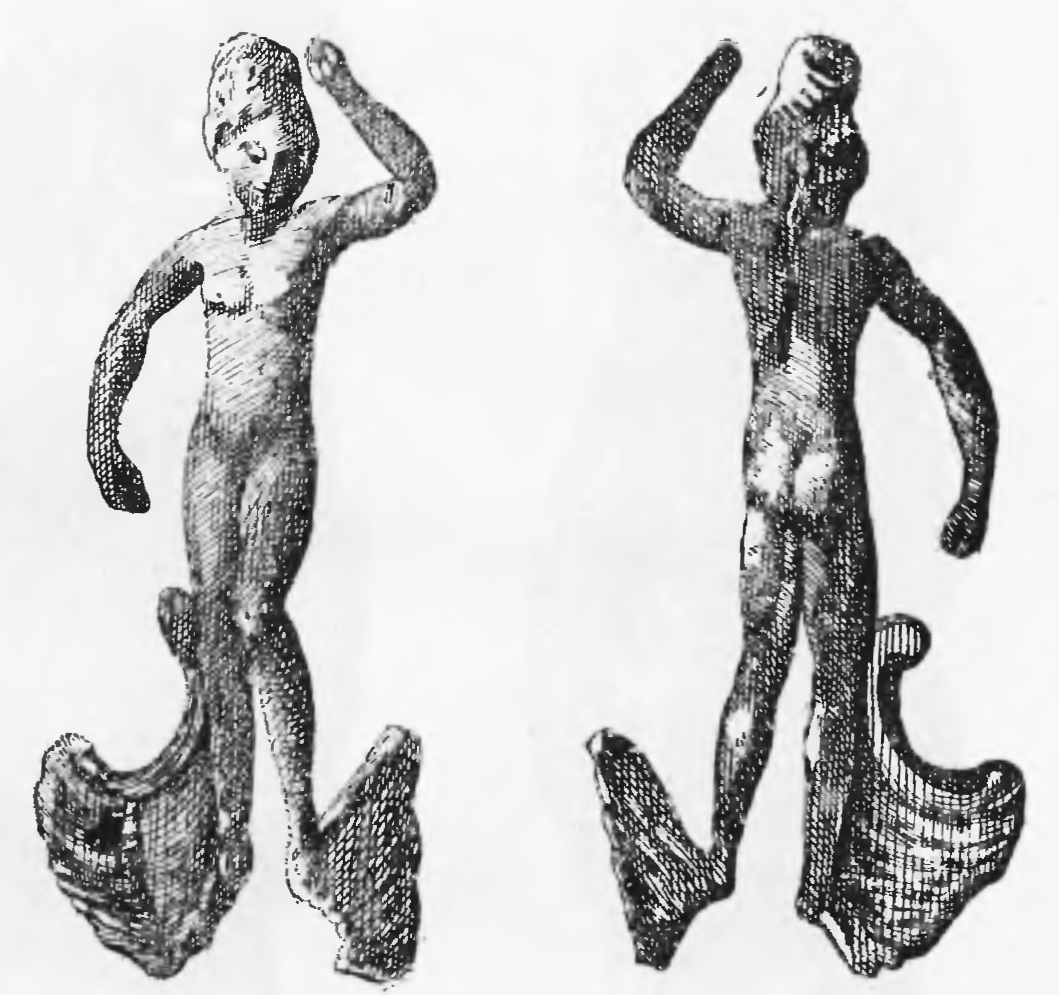
Wenera
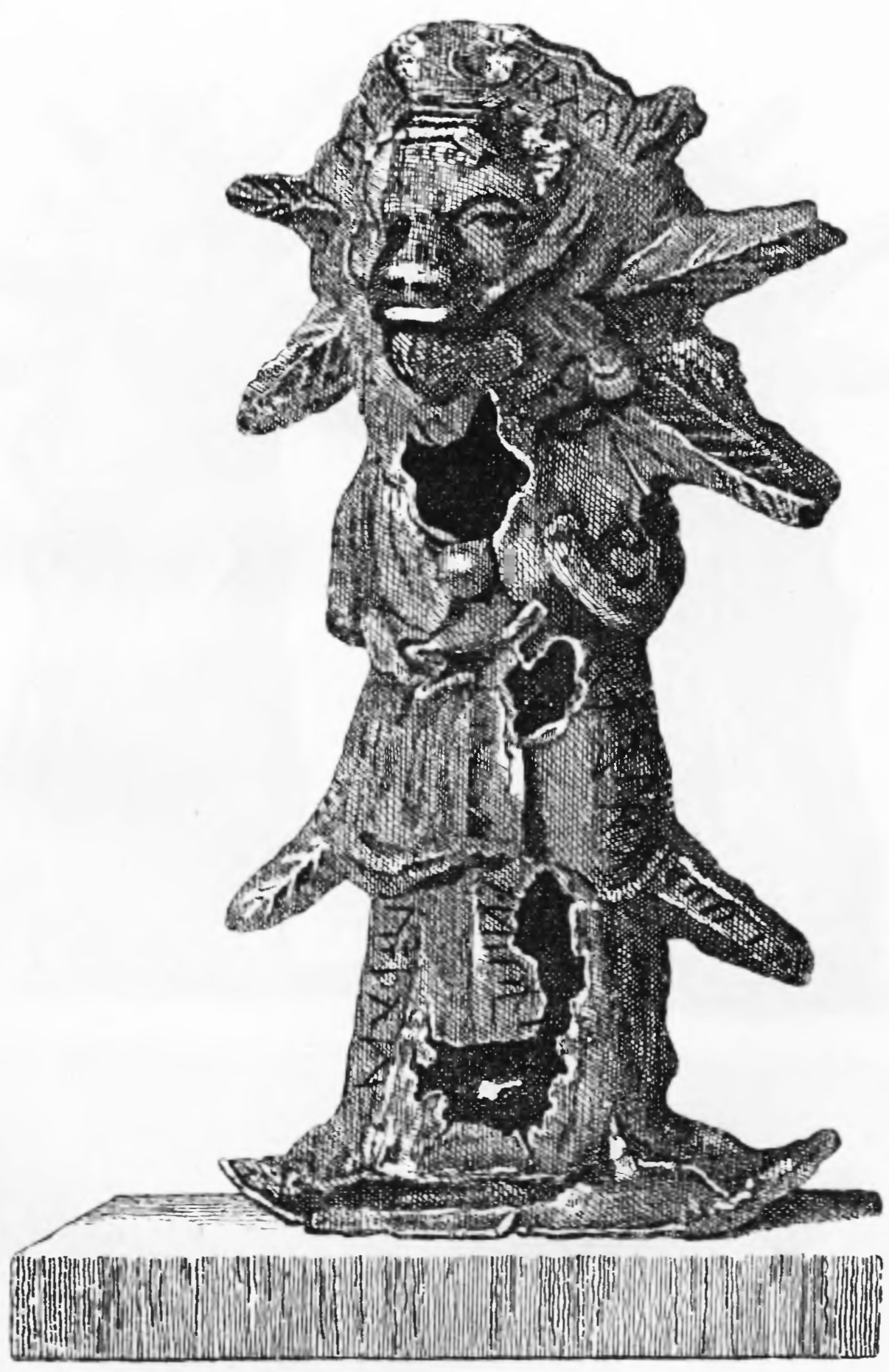
Podoga
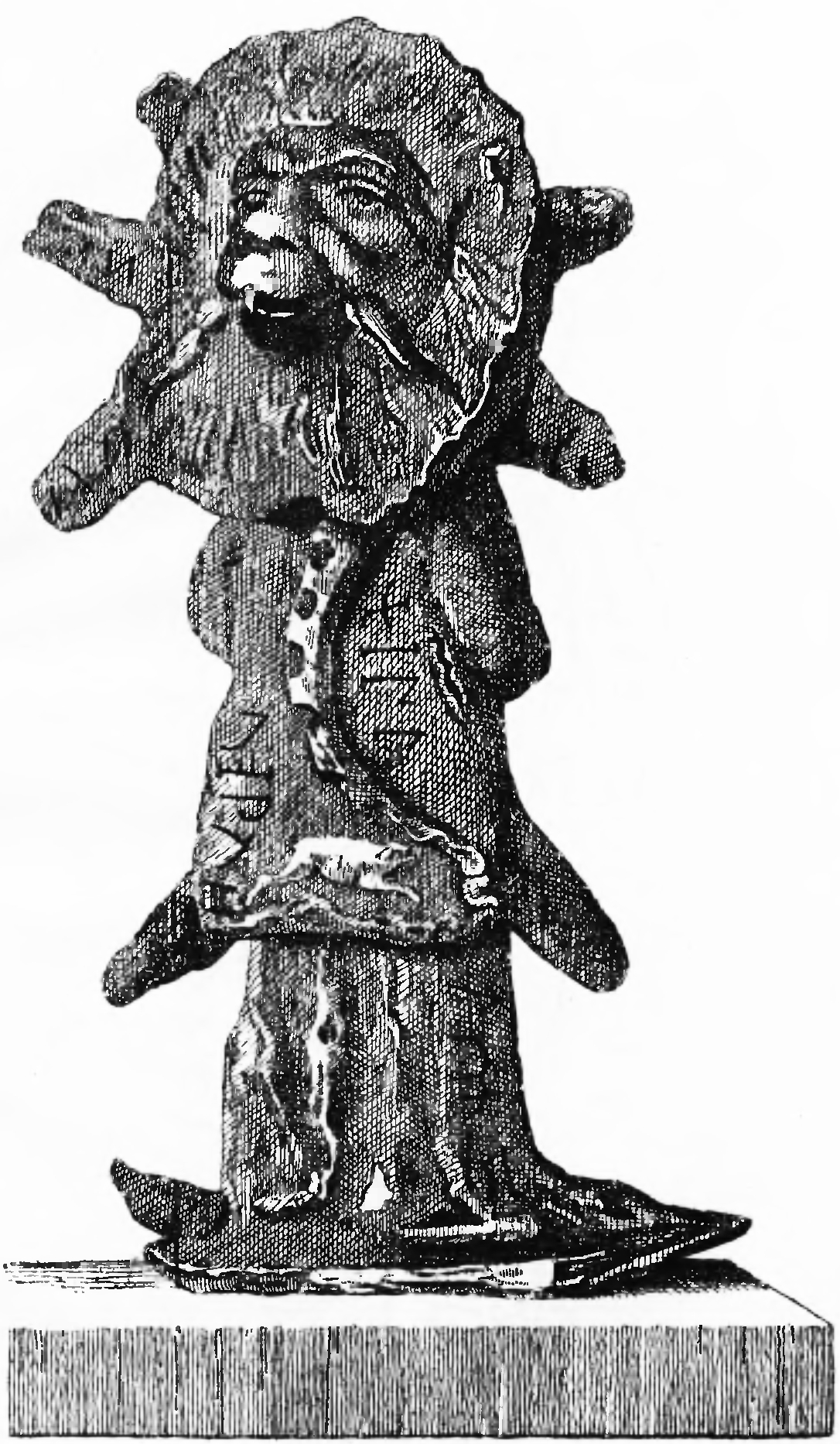
Podoga (zezadu)

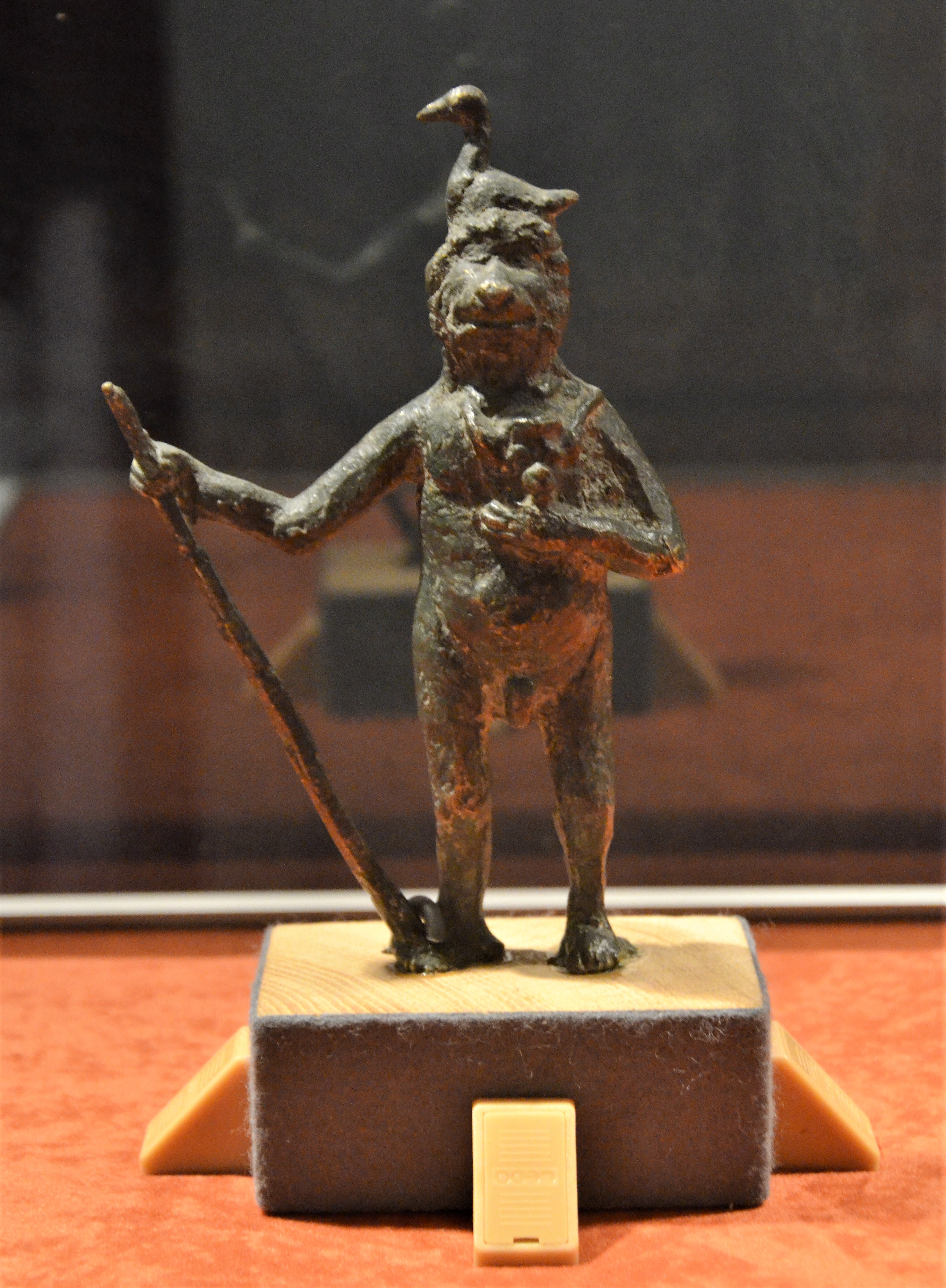
Radegast
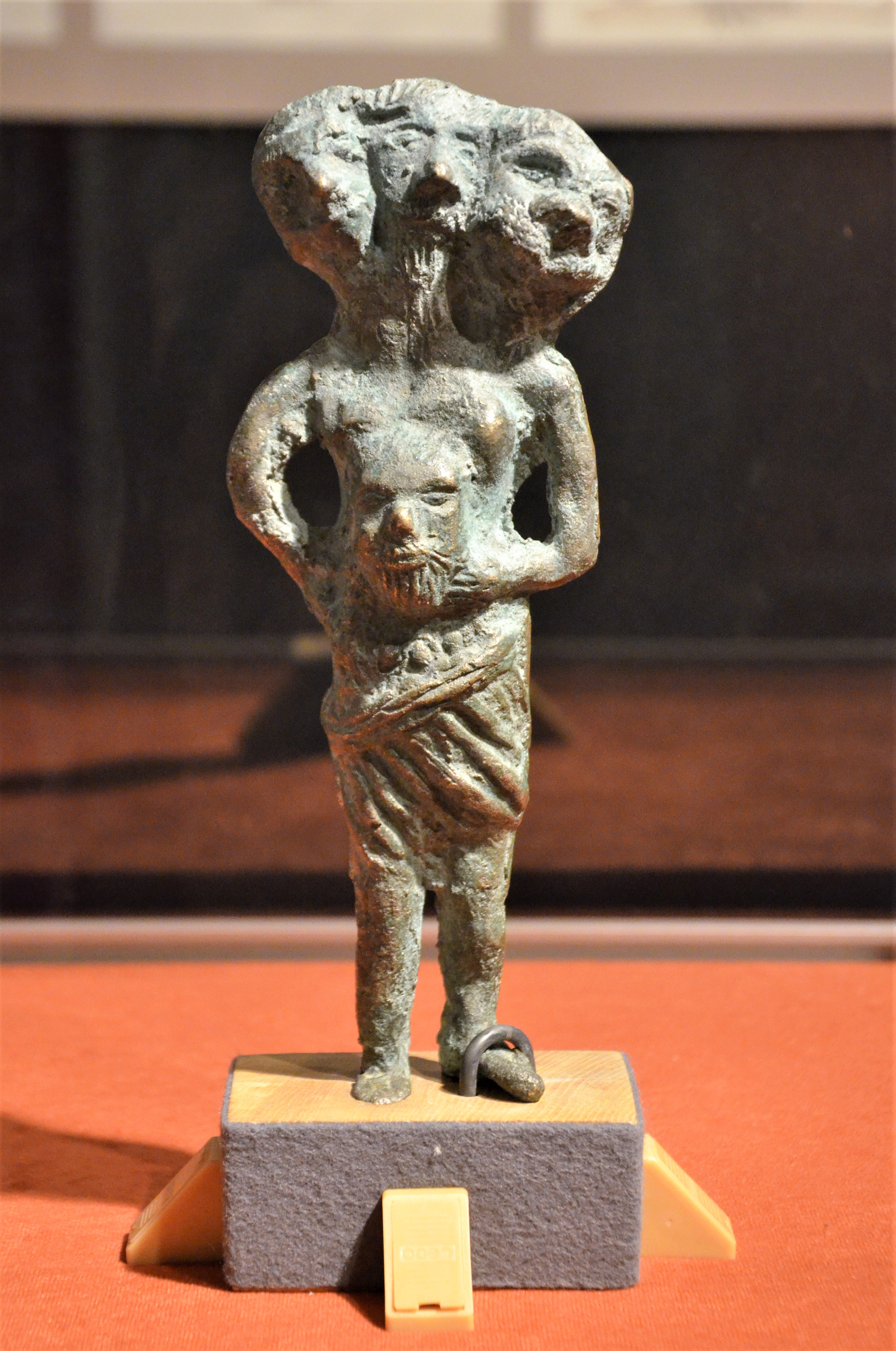
Triglav
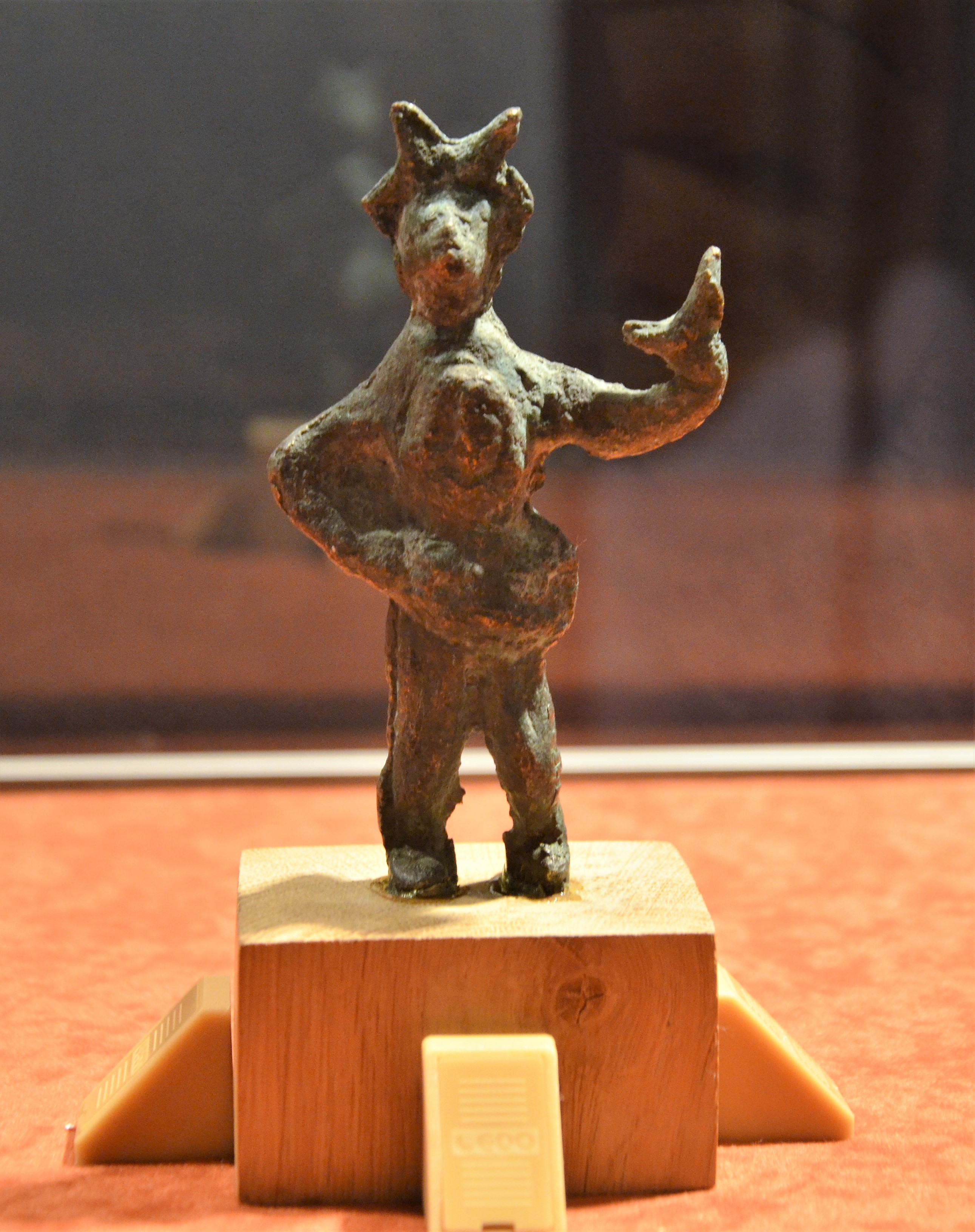
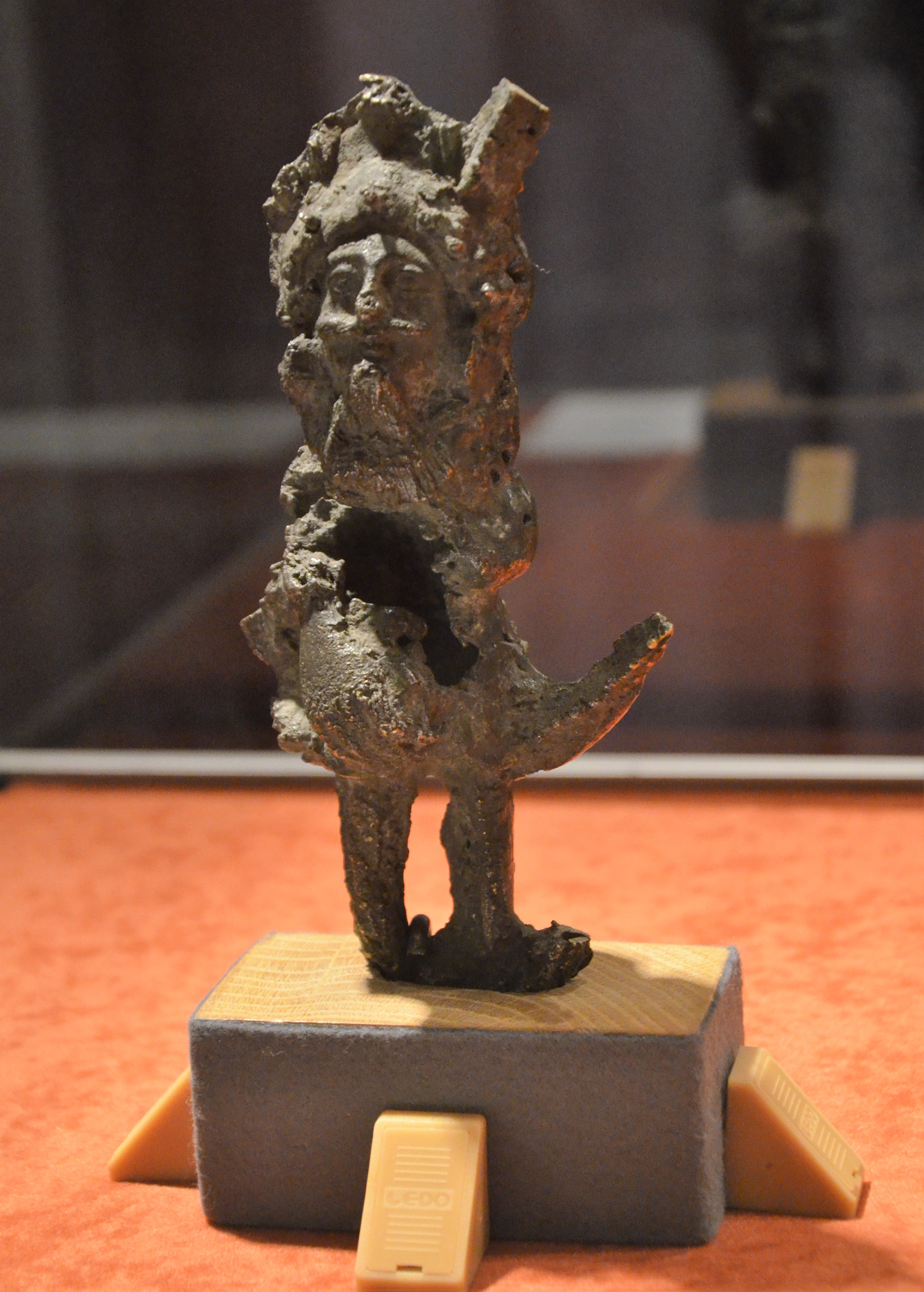
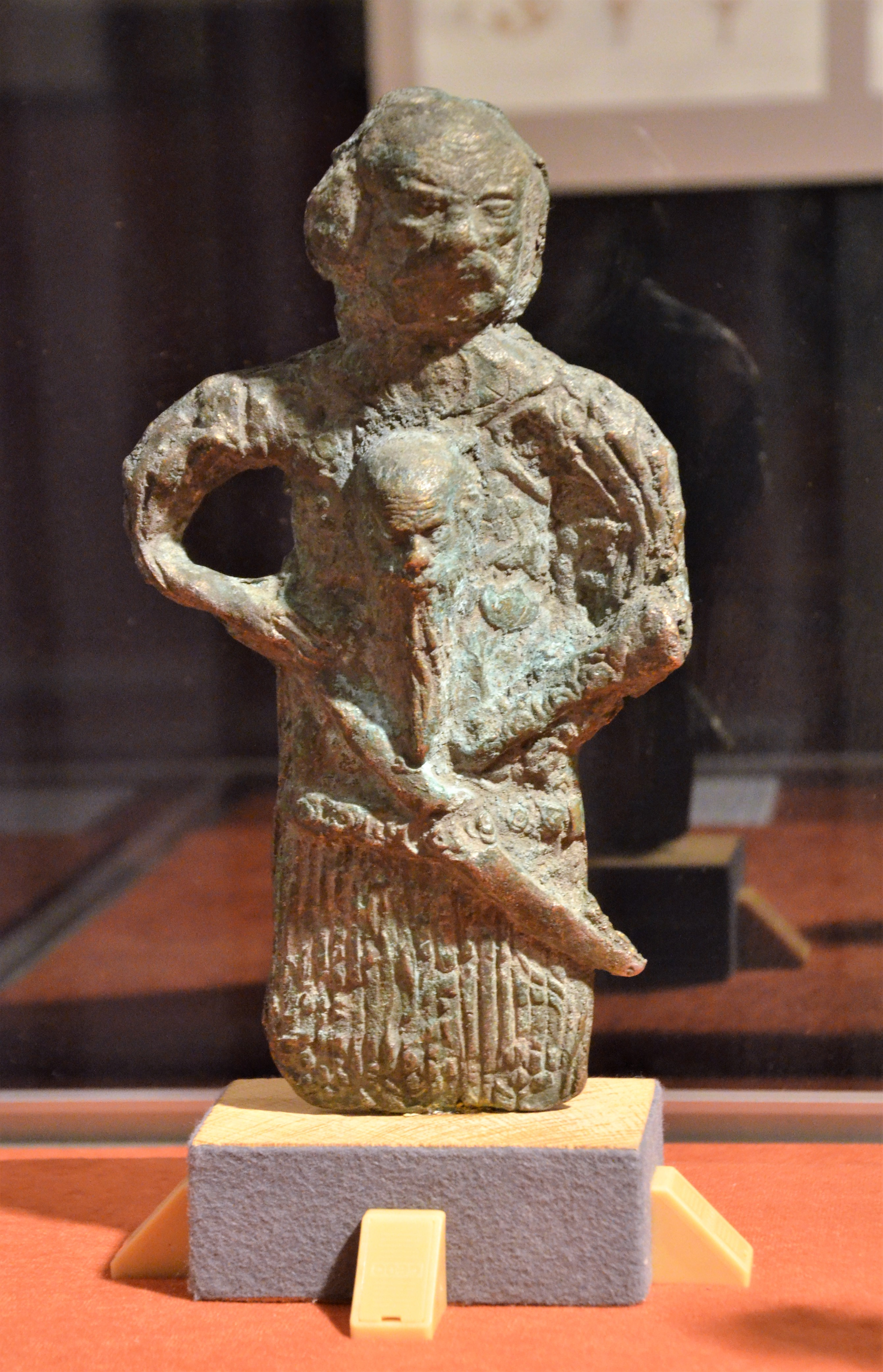
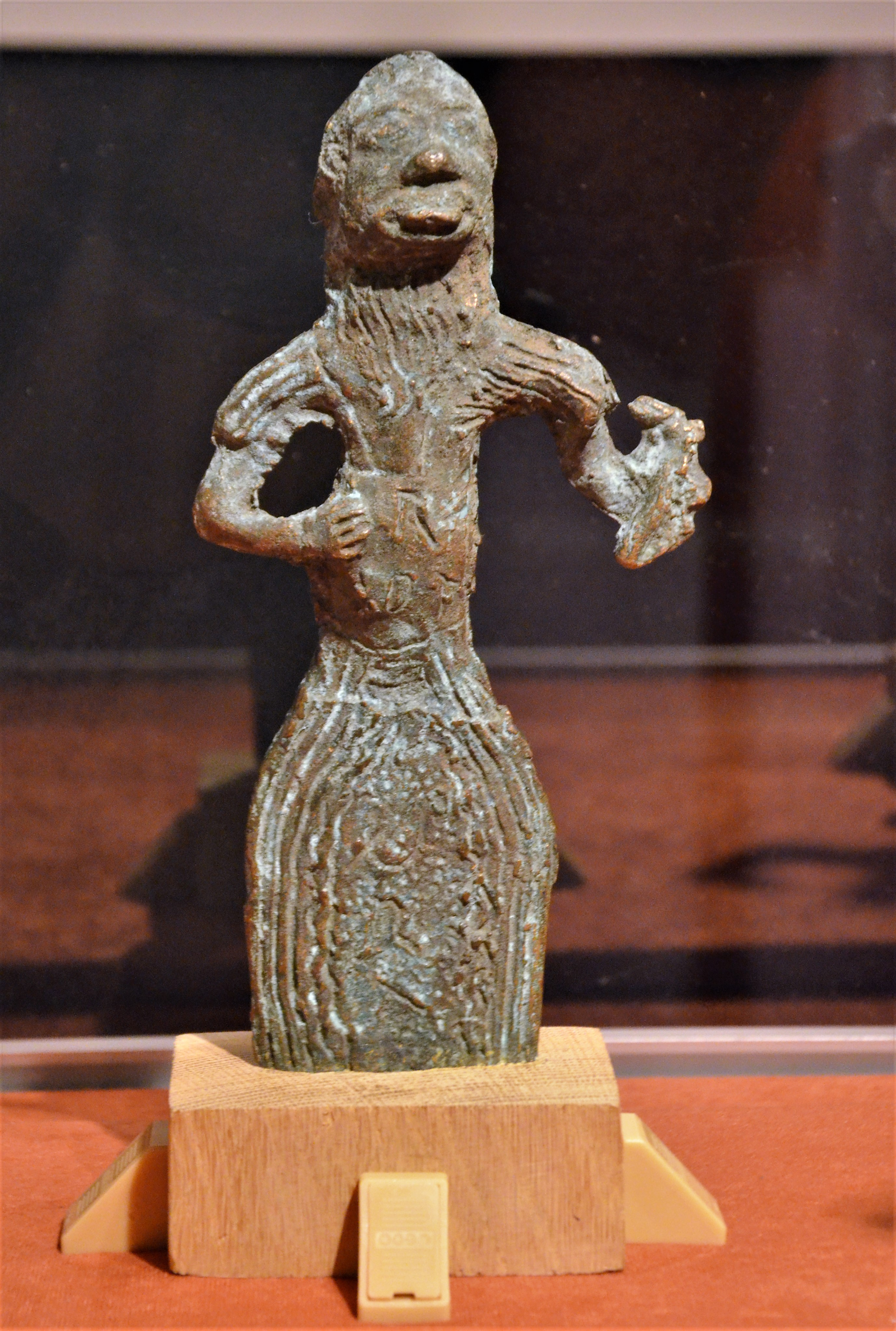
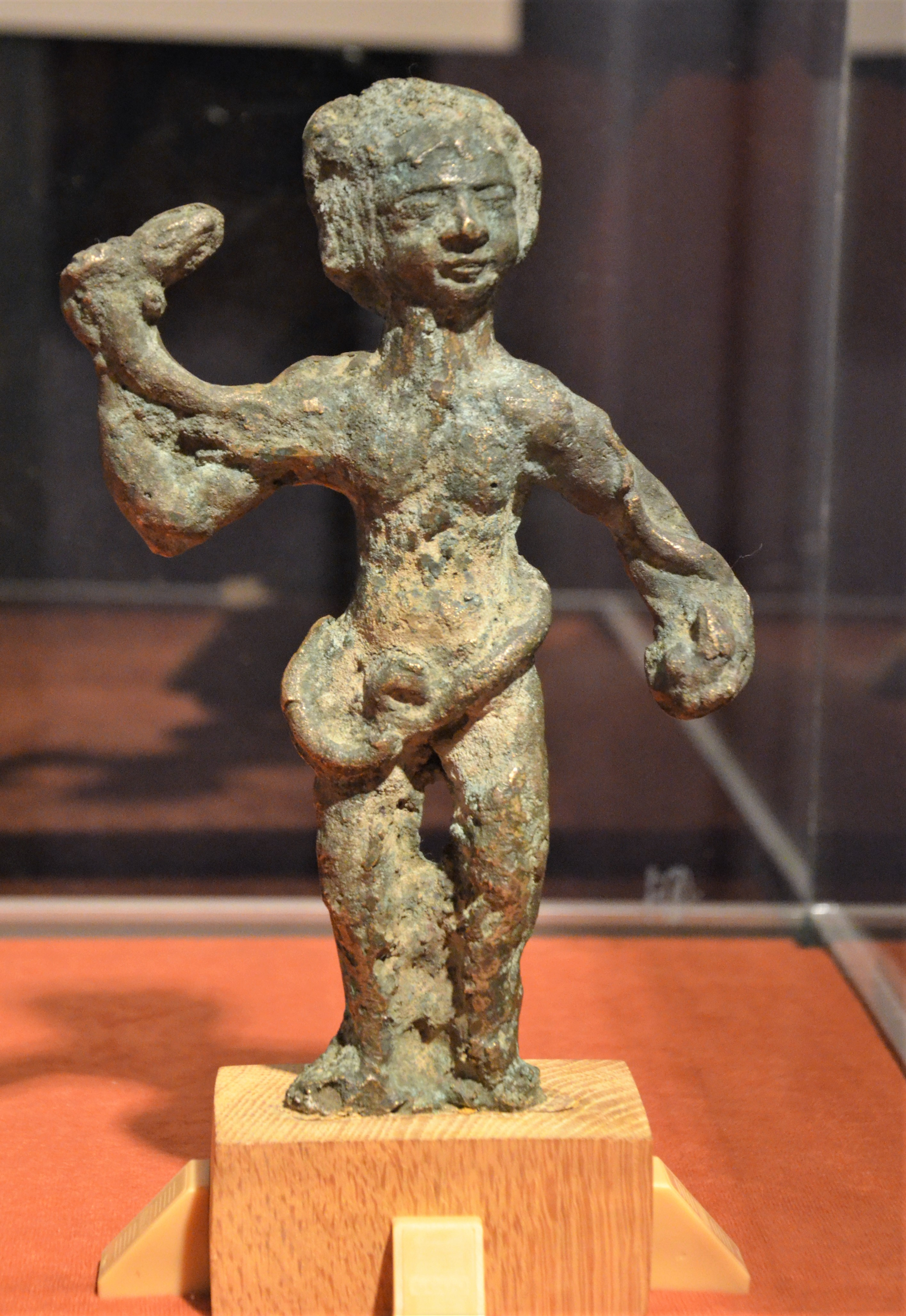